# V831 Centauri
V831 Centauri é um sistema estelar de pelo menos quatro estrelas na constelação de Centaurus. Com uma magnitude aparente combinada de 4,55, pode ser visto a olho nu em locais sem muita poluição luminosa. De acordo com sua paralaxe anual medida pela sonda Hipparcos, está a uma distância de aproximadamente 380 anos-luz (115 parsecs) da Terra. O sistema é membro do subgrupo Centaurus Inferior-Crux (LCC) da associação Scorpius–Centaurus, a associação OB mais próxima do Sol, e tem uma idade estimada de 18 milhões de anos.
O componente primário do sistema, V831 Centauri A, é composto por duas estrelas de classe B próximas que formam uma binária eclipsante, fazendo a magnitude aparente do sistema variar entre 4,49 e 4,66 ao longo de uma órbita. O período orbital do par é de 0,6425251 dias e as estrelas estão separadas por apenas 6,09 ± 0,02 raios solares, estando próximas de estarem em contato. A estrela maior tem 4,08 vezes a massa solar, 2,38 vezes o raio solar e uma temperatura efetiva de aproximadamente 13 000 K. A outra estrela tem 3,35 massas solares, 2,25 raios solares e uma temperatura de 11 800 K. Suas contribuições para a luminosidade total do sistema são de 37% e 32% respectivamente. A órbita do sistema possui uma inclinação de 61,3° em relação ao plano do céu.
O componente secundário, V831 Centauri B, forma um par visual com o componente A e está separado deste por 0,180 segundos de arco em média, o que corresponde a 20 UA à distância do sistema. Seu espectro indica que é uma estrela quimicamente peculiar, possivelmente do tipo Ap. Sua órbita em torno do componente A é bem mapeada e tem um período orbital de 27,2 ± 0,4 anos, excentricidade de 0,48 ± 0,1 e parece ser coplanar com a órbita do par interno. A partir da terceira lei de Kepler, sua massa é estimada em aproximadamente 2,5 massas solares.
O terceiro componente do sistema, V831 Centauri C, tem uma magnitude aparente de 8,4 e está separado do componente A por aproximadamente 1,9 segundos de arco. O arco orbital observado é pequeno, mas permite estimar um período orbital de aproximadamente 2000 anos, semieixo maior de 3,2 segundos de arco (cerca de 350 UA) e uma excentricidade moderada de 0,5, assumindo uma órbita coplanar com as outras duas e uma massa estimada em 1,5 massas solares. Juntos, os componentes B e C contribuem para 32% da luminosidade do sistema.
Existem outras outras duas companheiras visuais catalogadas, V831 Centauri D (magnitude 12) e V831 Centauri E (magnitude 14,9), separadas do par AB por 46 e 53 segundos de arco respectivamente. A estrela D já foi considerada parte do sistema, mas outros autores listam-na como apenas uma companheira óptica.